# Grenadier Guards
Die Grenadier Guards (deutsch Grenadier-Garde), auch bekannt als 1st Foot Guards, sind das zweitälteste Regiment der Gardedivision (Guards Division) der britischen Armee nach den Coldstream Guards. Aufgrund der längeren Dienste für die Krone steht es in der protokollarischen Rangordnung (order of precedence) der britischen Armee an erster Stelle vor den Coldstream Guards und gehört zu den fünf Leibregimentern des britischen Monarchen.

## Geschichte

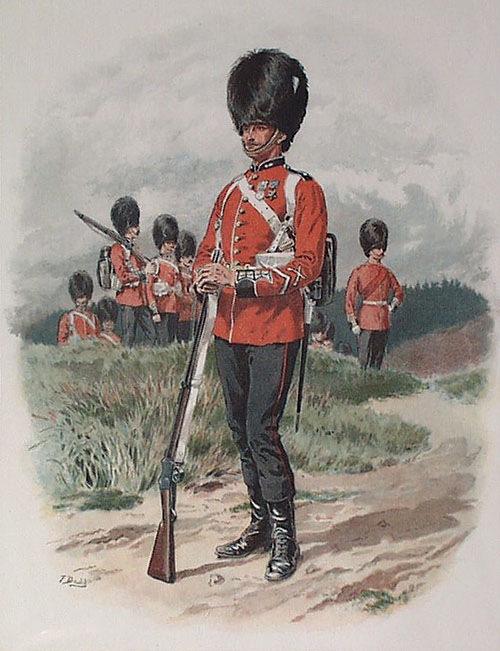
Grenadier Guards um 1850

Die Grenadier Guards wurden im Jahre 1656 in Brügge von Karl II. gegründet. Zuerst wurden sie „First Guards“ genannt, später dann „The First or Grenadier Regiment of Foot Guards“. Diesen Namen bekamen sie nach der Schlacht von Waterloo 1815 verliehen, als sie die Grenadiere der Kaiserlichen Garde Napoleons besiegten. Tatsächlich stießen die Einheiten der britischen Garde jedoch nicht auf die Grenadiere, sondern auf die Jäger zu Fuß (Chasseurs à pied) der französischen kaiserlichen Garde. Somit kann spekuliert werden, ob es sich bei der Namensgebung um einen Irrtum handelt. Nach Waterloo bekamen die „Guards“ allgemein als Kopfbedeckung die Bärenfellmütze, die davor das charakteristische Merkmal der französischen Grenadiere war. In der Tat war eines der Hauptcharakteristika der französischen Gardejäger eine Bärenfellmütze ohne Frontplatte – so wie die britischen Guards sie heute tragen – wohingegen die französischen Grenadiere eine Bärenfellmütze mit Frontplatte trugen. Es ist auch das einzige Regiment der britischen Armee, das seinen Namen aufgrund der Teilnahme an einer Kampfhandlung bekommen hat.
Seit seiner Gründung kämpfte das Regiment in fast jedem Krieg der britischen Armee. Es kämpfte im Amerikanischen Unabhängigkeitskrieg (1775–1783), genauso wie in den Napoleonischen Kriegen (Waterloo 1815), im Krimkrieg (1853–1856) und bei Tel-el-Kebir (1882). Im Juli 1898 verließ das 1. Bataillon des Regimentes, unter Colonel Villiers Hatton, Kairo, um im Sudan an der Niederschlagung des Mahdi-Aufstandes teilzunehmen. Dort kämpfte es in der Schlacht von Omdurman und kehrte im September 1898 nach Kairo zurück. Das Regiment kämpfte im Burenkrieg (1899–1902) und in beiden Weltkriegen.
Im Ersten Weltkrieg (1914–1918) kämpften die vier Bataillone des Regiments in allen wichtigen Schlachten an der Westfront, wo sie 12.000 Männer verloren. Im Zweiten Weltkrieg wurde das Regiment auf sechs Bataillone verstärkt. Das dritte, fünfte und sechste kämpften in Nordafrika und in Italien, während das erste, zweite und das vierte an der Invasion in der Normandie und dem Kampf in Nordwesteuropa teilnahmen.
Seit dem Zweiten Weltkrieg hat das Regiment in nahezu jedem der Konflikte in der Welt gedient, an dem Großbritannien beteiligt war. So in Palästina (1945–1948), Malaya (1948–1949), dem Mittleren Osten (1948–1956), Zypern (1956–1959) und dem Zweiten Golfkrieg (1990–1991). Dazu kamen seit 1969 viele Einsätze in Nordirland. Daneben nahm das Regiment auch sein traditionelles Privileg wahr, den Monarchen zu beschützen.

## Die Grenadier Guards heute
Die Grenadier Guards kämpfen heutzutage als mechanisiertes, leichtes Infanterie-Regiment. Prinz Philip war Colonel of the Regiment von 1975 bis 2017, Prinz Andrew folgte ihm im Amt, bis er am 13. Januar 2022 durch ein „Statement from Buckingham Palace“ von dieser Aufgabe entbunden wurde. Heute ist Queen Camilla Colonel of the Regiment, Colonel-in-Chief ist König Charles III. Das Regiment steht in der protokollarischen Rangordnung der Britischen Armee (British Army Order of Precedence) an erster Stelle der Infanterie.
Der Regimentsmarsch der Guards ist The British Grenadiers, der Wahlspruch des Regiments entspricht dem des englischen Hosenbandordens: Honi soit qui mal y pense.

## Erkennungszeichen
Auf Distanz sind die Paradeuniformen der verschiedenen Garde-Regimenter nicht zu unterscheiden. Jedoch sind sie an bestimmten Merkmalen zu erkennen.
- Die Grenadier Guards tragen an der linken Seite ihrer Bärenfellmütze eine weiße Feder.
- An den Kragen tragen sie das grenade fired proper, eine feuernde Granate.
- Acht Knöpfe in gleichmäßiger Verteilung befinden sich über dem Gürtel.
- An der Mütze der normalen Dienstuniform tragen die Soldaten ein rotes Band.

## Battle honours

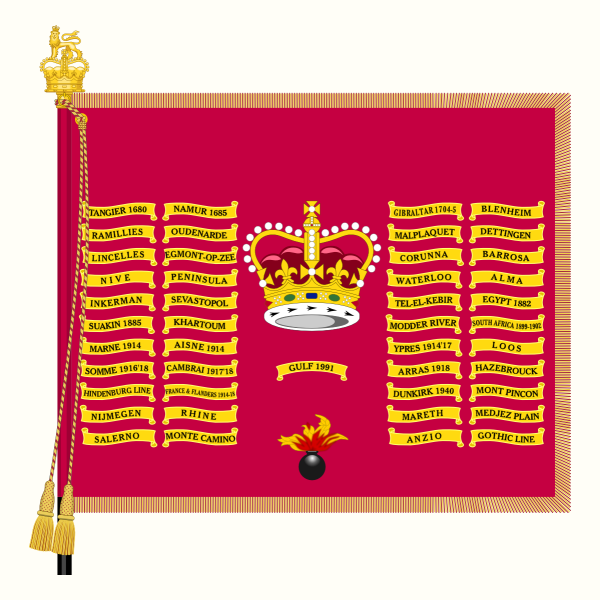
Regimentsfahne der Grenadier Guards

Die 1st Foot Guards haben 79 Battle Honours (ehrenvollen Erwähnungen von Schlachten, an denen es teilgenommen hat), von denen folgende auf der Regimentsfahne aufgeführt sind:
- Tangier 1680
- Namur 1695
- Gibraltar 1704–5
- Blenheim (1704)
- Ramillies (1706)
- Oudenarde (1708)
- Malplaquet (1709)
- Dettingen (1743)
- Linselles (1793)
- Egmont-op-Zee (1799)
- Corunna (1809)
- Peninsular (1808–1809)
- Barrosa (1811)
- Nive (1813)
- Waterloo (1815)
- Alma (1854)
- Inkerman (1854)
- Sevastopol (1854)
- Tel-el-Kebir (1882)
- Egypt 1882
- Suakin 1885
- Khartoum (1898)
- Modder River (1899)
- South Africa 1899–1902
- France & Flanders 1914–1918
- Marne (1914)
- Aisne 1914
- Loos (1915)
- Somme 1916–1918
- Ypres 1914–1917
- Hazebrouck (1918)
- Arras 1918
- Hindenburg Line (1918)
- Cambrai 1917–18
- Dunkirk 1940
- Mareth (1943)
- Medjez Plain (1943)
- Salerno (1943)
- Monte Camino (1943)
- Anzio (1944)
- Mont Pincon (1944)
- Gothic Line (1944)
- Nijmegen (1944)
- Rhine (1944)
- Gulf 1991

## Regimental Colonels
Die Regimental Colonels waren:
- Thomas Wentworth, 5. Baron Wentworth (1656–1660)
- Hon. John Russell (1660–1681)
- Henry FitzRoy, 1. Duke of Grafton (1681–1688)
- Edward Lee, 1. Earl of Lichfield (1688)
- Henry FitzRoy, 1. Duke of Grafton (1688–1689)
- Henry Sydney, 1. Earl of Romney (1689–1690)
- Charles Schomberg, 2. Duke of Schomberg (1690–1693)
- Henry Sydney, 1. Earl of Romney (1693–1704)
- John Churchill, 1. Duke of Marlborough (1704–1712)
- James Butler, 2. Duke of Ormonde (1712–1714)
- John Churchill, 1. Duke of Marlborough (1714–1722)
- William Cadogan, 1. Earl Cadogan (1722–1726)
- Sir Charles Wills (1726–1742)
- Prince William, Duke of Cumberland (1742–1757)
- John Ligonier, 1. Earl Ligonier (1757–1770)
- Prince William Henry, 1. Duke of Gloucester and Edinburgh (1770–1805)
- Prince Frederick, Duke of York and Albany (1805–1827)
- Arthur Wellesley, 1. Duke of Wellington (1827–1852)
- Albert, Prince Consort (1852–1861)
- Prince George, 2. Duke of Cambridge (1861–1904)
- Prince Arthur, 1. Duke of Connaught and Strathearn (1904–1942)
- Princess Elizabeth (1942–1952)
- George Jeffreys, 1. Baron Jeffreys (1952–1960)
- Sir Allan Henry Shafto Adair, 6. Baronet (1960–1975)
- Prince Philip, Duke of Edinburgh (1975–2017)
- Prince Andrew, Duke of York (2017–2022)
- Queen Camilla (seit 2022)